# السفير الفخري لكوسوفو
السفير الفخري لجمهورية كوسوفو هو اللقب الممنوح للمواطنين الأجانب والمواطنين ذوي أصول كوسوفية الذين ساهموا وما زالوا يُساهمون في المصلحة الوطنية لكوسوفو ويستخدمون شهرتهم للمساعدة في حشد الاعتراف باستقلال كوسوفو، لا سيما من خلال جذب اهتمام وسائل الإعلام وحضور الفعاليات الثقافية.

## قائمة السفراء
| الاسم             | الجنسية                      | تاريخ بداية المنصب | المهنة       |
| ----------------- | ---------------------------- | ------------------ | ------------ |
| فرانتس بكنباور    | ألمانيا                      | 4 مارس 2013        | لاعب كرة قدم |
| شيردان شاكيري     | سويسرا                       | 17 فبراير 2014     | لاعب كرة قدم |
| فالون بهرامي      | سويسرا                       | 17 فبراير 2014     | لاعب كرة قدم |
| غرانيت تشاكا      | سويسرا                       | 17 فبراير 2014     | لاعب كرة قدم |
| عدنان يانوزاي     | بلجيكا                       | 17 فبراير 2014     | لاعب كرة قدم |
| لوريك تسانا       | ألبانيا                      | 15 يناير 2015      | لاعب كرة قدم |
| ريتا أورا         | المملكة المتحدة              | 13 يوليو 2015      | مُوسيقية      |
| مايليندا كليميندي | ألبانيا · كوسوفو             | 29 يوليو 2016      | لاعبة جودو   |
| أوتو فون فاينبلات | الولايات المتحدة · كوستاريكا | 18 مارس 2018       | أكاديمي      |